# Selección femenina de balonmano de Brasil
La Selección de balonmano de Brasil es el equipo formado por jugadoras de nacionalidad brasileña que representa a la Confederación Brasileña de Balonmano en las competiciones internacionales organizadas por la Federación Internacional de Balonmano (IHF) o el Comité Olímpico Internacional (COI).

## Palmarés
- Campeonato Mundial de Balonmano Femenino (1): 2013
- Campeonato Panamericano de Balonmano Femenino (10): 1997, 1999, 2000, 2003, 2005, 2007, 2011, 2013, 2015, 2017

Es la selección que más títulos posee de esta competición.
- Juegos Panamericanos (6): 1999, 2003, 2007, 2011, 2015, 2019

Es la selección que más títulos posee de esta competición.
- Juegos Suramericanos (3): 2002, 2014, 2018

Es la selección que más títulos posee de esta competición.
- Campeonato Sudamericano de Balonmano (9): 1983, 1984, 1986, 1988, 1991, 1994, 1998, 2001, 2013

Es la única selección que posee títulos en esta competición.

## Estadísticas

### Juegos Olímpicos
| Sede                | Ronda                    | Posición   | PJ         | G          | E          | P          | GF         | GC         | DG         |            |
| ------------------- | ------------------------ | ---------- | ---------- | ---------- | ---------- | ---------- | ---------- | ---------- | ---------- | ---------- |
| 1972 Múnich         | No ingresó               | No ingresó | No ingresó | No ingresó | No ingresó | No ingresó | No ingresó | No ingresó | No ingresó | No ingresó |
| 1976 Montreal       | No ingresó               | No ingresó | No ingresó | No ingresó | No ingresó | No ingresó | No ingresó | No ingresó | No ingresó | No ingresó |
| 1980 Moscú          | No ingresó               | No ingresó | No ingresó | No ingresó | No ingresó | No ingresó | No ingresó | No ingresó | No ingresó | No ingresó |
| 1984 Los Ángeles    | No ingresó               | No ingresó | No ingresó | No ingresó | No ingresó | No ingresó | No ingresó | No ingresó | No ingresó | No ingresó |
| 1988 Seúl           | No ingresó               | No ingresó | No ingresó | No ingresó | No ingresó | No ingresó | No ingresó | No ingresó | No ingresó | No ingresó |
| 1992 Barcelona      | No ingresó               | No ingresó | No ingresó | No ingresó | No ingresó | No ingresó | No ingresó | No ingresó | No ingresó | No ingresó |
| 1996 Atlanta        | No ingresó               | No ingresó | No ingresó | No ingresó | No ingresó | No ingresó | No ingresó | No ingresó | No ingresó | No ingresó |
| 2000 Sídney         | Partido por la 7.ª plaza | 8.ª de 10  | 7          | 1          | 0          | 6          | 180        | 238        | -58        |            |
| 2004 Atenas         | Partido por la 7.ª plaza | 7.ª de 10  | 7          | 2          | 0          | 5          | 178        | 192        | -14        |            |
| 2008 Pekín          | Ronda preliminar         | 9.ª de 12  | 5          | 1          | 1          | 3          | 124        | 137        | -13        |            |
| 2012 Londres        | Cuartos de final         | 6.ª de 12  | 6          | 4          | 0          | 2          | 156        | 143        | 13         |            |
| 2016 Río de Janeiro | Cuartos de final         | 5.ª de 12  | 6          | 4          | 0          | 2          | 161        | 149        | 12         |            |
| Total               | 5/11                     |            | 31         | 12         | 1          | 18         | 799        | 859        | -60        |            |

### Campeonato Mundial
| Año   | Ronda             | Posición   | PJ         | G          | E          | P          | GF         | GC         | DG         |
| ----- | ----------------- | ---------- | ---------- | ---------- | ---------- | ---------- | ---------- | ---------- | ---------- |
| 1957  | No ingresó        | No ingresó | No ingresó | No ingresó | No ingresó | No ingresó | No ingresó | No ingresó | No ingresó |
| 1962  | No ingresó        | No ingresó | No ingresó | No ingresó | No ingresó | No ingresó | No ingresó | No ingresó | No ingresó |
| 1965  | No ingresó        | No ingresó | No ingresó | No ingresó | No ingresó | No ingresó | No ingresó | No ingresó | No ingresó |
| 1971  | No ingresó        | No ingresó | No ingresó | No ingresó | No ingresó | No ingresó | No ingresó | No ingresó | No ingresó |
| 1973  | No ingresó        | No ingresó | No ingresó | No ingresó | No ingresó | No ingresó | No ingresó | No ingresó | No ingresó |
| 1975  | No ingresó        | No ingresó | No ingresó | No ingresó | No ingresó | No ingresó | No ingresó | No ingresó | No ingresó |
| 1978  | No ingresó        | No ingresó | No ingresó | No ingresó | No ingresó | No ingresó | No ingresó | No ingresó | No ingresó |
| 1982  | No ingresó        | No ingresó | No ingresó | No ingresó | No ingresó | No ingresó | No ingresó | No ingresó | No ingresó |
| 1986  | No ingresó        | No ingresó | No ingresó | No ingresó | No ingresó | No ingresó | No ingresó | No ingresó | No ingresó |
| 1990  | No ingresó        | No ingresó | No ingresó | No ingresó | No ingresó | No ingresó | No ingresó | No ingresó | No ingresó |
| 1993  | No ingresó        | No ingresó | No ingresó | No ingresó | No ingresó | No ingresó | No ingresó | No ingresó | No ingresó |
| 1995  | Ronda preliminar  | 17.ª-20.ª  | 4          | 0          | 0          | 4          | 63         | 109        |            |
| 1997  | Ronda preliminar  | 23.ª       | 5          | 0          | 0          | 5          | 104        | 155        |            |
| 1999  | Octavos de final  | 16.ª       | 6          | 1          | 1          | 4          | 127        | 153        |            |
| 2001  | Octavos de final  | 12.ª       | 6          | 3          | 0          | 3          | 155        | 168        |            |
| 2003  | Ronda preliminar  | 20.ª       | 5          | 1          | 0          | 4          | 136        | 155        |            |
| 2005  | Placement matches | 7.ª        | 8          | 5          | 0          | 3          | 240        | 244        |            |
| 2007  | Placement matches | 14.ª       | 6          | 3          | 1          | 2          | 184        | 128        |            |
| 2009  | Placement matches | 15.ª       | 9          | 6          | 0          | 3          | 288        | 224        |            |
| 2011  | Cuartos de final  | 5.ª        | 9          | 8          | 0          | 1          | 291        | 228        |            |
| 2013  | Final             | 1.ª        | 9          | 9          | 0          | 0          | 253        | 197        |            |
| 2015  | Octavos de final  | 10.ª       | 6          | 4          | 1          | 1          | 140        | 120        |            |
| 2017  | Ronda preliminar  | 18.ª       | 7          | 2          | 2          | 3          | 165        | 174        |            |
| 2019  | Ronda preliminar  | 17.ª       | 7          | 3          | 0          | 4          | 173        | 152        |            |
| Total | 12/23             | 1 título   | 80         | 42         | 5          | 33         | 2146       | 2055       |            |

### Campeonato Panamericano
| Año   | Ronda              | Posición   | PJ | G  | E | P | GF   | GC  | DG |
| ----- | ------------------ | ---------- | -- | -- | - | - | ---- | --- | -- |
| 1986  | Todos contra todos | 3.ª        |    |    |   |   |      |     |    |
| 1989  | Todos contra todos | 3.ª        | 3  | 1  | 0 | 2 | 72   | 53  |    |
| 1991  | Todos contra todos | 3.ª        | 5  | 3  | 0 | 2 | 178  | 73  |    |
| 1997  | Final              | 1.ª        | 6  | 6  | 0 | 0 | 179  | 65  |    |
| 1999  | Todos contra todos | 1.ª        | 5  | 5  | 0 | 0 | 148  | 80  |    |
| 2000  | Todos contra todos | 1.ª        | 5  | 5  | 0 | 0 | 210  | 81  |    |
| 2003  | Final              | 1.ª        | 5  | 5  | 0 | 0 | 199  | 60  |    |
| 2005  | Todos contra todos | 1.ª        | 5  | 5  | 0 | 0 | 166  | 56  |    |
| 2007  | Final              | 1.ª        | 5  | 5  | 0 | 0 | 188  | 60  |    |
| 2009  | Final              | 2.ª        | 5  | 4  | 0 | 1 | 173  | 84  |    |
| 2011  | Final              | 1.ª        | 5  | 5  | 0 | 0 | 179  | 83  |    |
| 2013  | Final              | 1.ª        | 6  | 6  | 0 | 0 | 269  | 89  |    |
| 2015  | Final              | 1.ª        | 7  | 7  | 0 | 0 | 208  | 116 |    |
| 2017  | Final              | 1.ª        | 6  | 6  | 0 | 0 | 237  | 95  |    |
| 2018  | Todos contra todos | 1.ª        | 5  | 5  | 0 | 0 | 161  | 67  |    |
| Total | 14/15              | 11 títulos | 68 | 63 | 0 | 5 | 2406 | 995 |    |

### Juegos Suramericanos
- 2002: 1º puesto
- 2006: no participó
- 2010: 2º puesto
- 2014: 1º puesto
- 2018: 1º puesto